# Jodovaný povidon
Jodovaný povidon (též povidon-jod, Povidonum iodinatum, PVPI) je komplex jodu a polyvinylpyrrolidonu (PVP), rozpustný ve vodě a ethanolu (prakticky nerozpustný v acetonu), s 9 až 12 % uvolnitelného jodu (počítáno na suchou látku). Za běžných podmínek jde o žlutohnědý až červenohnědý amorfní prášek.
Komplex objevili H. A. Shelanski a M. V. Shelanski v Industrial Toxicology Laboratories ve Philadelphii. Uskutečnili testy in vitro, při kterých se prokázaly antibakteriální účinky a zjistilo se také, že je komplex pro myši méně toxický než jodová tinktura. Lidské klinické testy ukázaly, že je tento produkt lepší než jiné jodové přípravky.
Látka byla uvedena na trh v roce 1955 a stala se tehdy všeobecně preferovaným jodovým dezinfekčním přípravkem.

## Vlastnosti
PVPI je dobře rozpustný ve vodě, ethanolu, isopropanolu, polyethylenglykolu a glycerolu. V roztoku je mnohem stabilnější než jodová tinktura nebo Lugolův roztok.
Volný jod, který se pomalu uvolňuje z komplexu v roztocích, ničí eukaryotické a prokaryotické buňky jodací lipidů a oxidací sloučenin v cytoplazmě a membránách. PVPI je účinný proti širokému spektru bakterií, virů, hub, prvoků a spor. Pomalé uvolňování jodu z komplexu minimalizuje toxicitu pro buňky savců.
V některých případech PVPI lépe účinkuje ve zředěných roztocích než v koncentrovaných.

## Použití

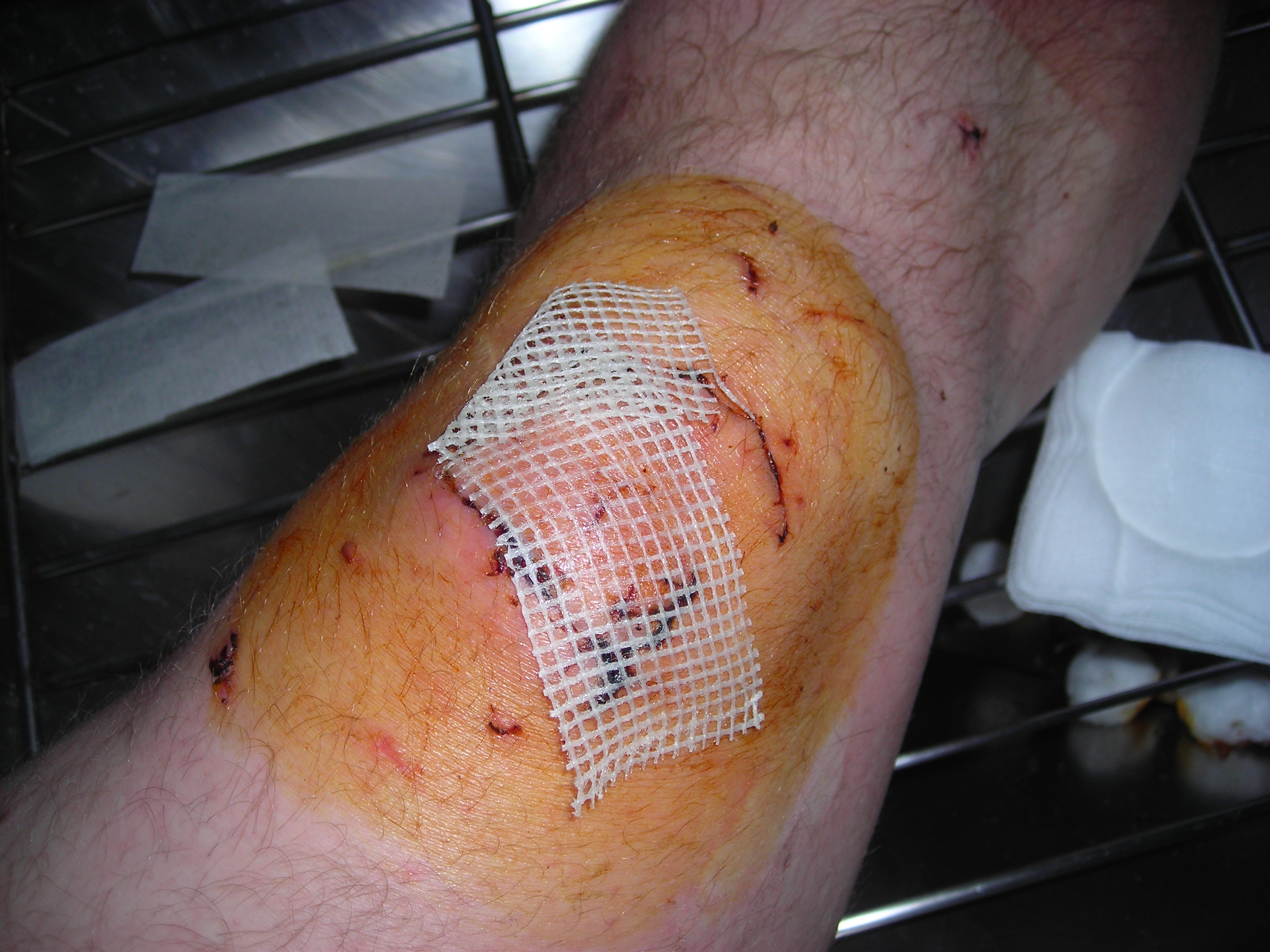
Oblast rány ošetřená jodovaným povidonem. Může být aplikována i gáza.

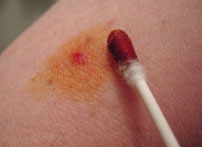
Jodovaný povidon aplikovaný na odřeninu pomocí tamponové tyčinky

Po objevu jodu Bernardem Courtoisem v roce 1811 se tato látka začala široce používat k prevenci a léčbě kožních infekcí a k ošetřování ran. U jodu byla prokázána široká baktericidní účinnost, je účinný i proti kvasinkám, plísním, houbám, virům a prvokům. Nevýhodou je, že vodné roztoky dráždí místo aplikace, jsou toxické a poškozují okolní tkáň. Tyto nevýhody byly překonány objevem a používáním jodovaného povidonu, kde je jod vázán ve formě komplexu a koncentrace volného jodu je velmi nízká. Tento produkt se proto používá jako jodofor.
Navíc se prokázalo, že si bakterie netvoří rezistenci proti PVPI, míra senzibilizace na tuto látku je jen 0,7 % a přítomnost různých organických materiálů nemá praktické dopady na účinnost látky.
V důsledku toho nachází jodovaný povidon široké uplatnění v medicíně jako chirurgické antiseptikum, pro před- a pooperační čištění kůže, k léčbě a prevenci infekcí v ránách, vředech a popáleninách, k léčbě infekcí proleženin a bércových vředů, v gynekologii pro vaginitidy spojené s kandidovými, trichomonázovými nebo smíšenými infekcemi.
PVPI se připravuje v koncentracích 3 až 10 % ve formě vodného či ethanolového roztoku, spreje, chirurgické lázně, masti nebo tamponů. Je k dispozici bez předpisu pod generickým názvem "jodovaný povidon" (povidon-jod, Povidonum iodinatum, Iodopovidonum) nebo obchodními názvy Betadine, Braunol, (v Česku) Jodisol a řadou dalších.
2,5% pufrovaný roztok PVPI lze použít k profylaxi konjunktivitidy u novorozenců (Ophthalmia neonatorum), která může vést k oslepnutí, zejména je-li způsobena bakteriemi Neisseria gonorrhoeae nebo Chlamydia trachomatis. PVPI se ukázal být pro tento účel velmi vhodným, protože na rozdíl od jiných používaných látek účinkuje i proti plísním a virům (včetně HIV a viru Herpes simplex).
Další možností je využití hydrogelů (na bázi karboxymethylcelulózy, polyvinylalkoholu a želatiny, nebo na bázi zesíťovaného polyakrylamidu) napuštěných PVPI. Tyto hydrogely lze používat pro krytí ran. Míra uvolňování PVPI z hydrogelu silně závisí na jeho složení (s rostoucím podílem CMC/PVA roste, s rostoucím podílem želatiny naopak klesá).

## Alternativa
V klinické studii na zhruba 850 pacientech, kdy se porovnávala účinnost dezinfekce kůže pro prevenci pooperačních infekcí (chlorhexidin-ethanol vs. jodovaný povidon), byla četnost infekcí operačního pole významně nižší u skupiny ošetřené ethanolovým roztokem chlorhexidinu než u skupiny s jodovaným povidonem (9,5 % vs. 16,1 %). Tento výsledek se projevil jak u povrchových infekcí (4,2 % vs. 8,6 %), tak u infekcí hlubokých řezů (1,0 % vs. 3,0 %). Z hlediska výskytu infekcí orgánů však mezi skupinami nebyl významný rozdíl (4,4% vs. 4,5 %). Tým provádějící tuto studii předpokládá, že byť mají obě antiseptika širokospektrou antimikrobiální aktivitu, lepší ochranu poskytuje ethanolový roztok chlorhexidinu díky rychlejšímu nástupu účinku, perzistenci (i při vystavení tělesným tekutinám) a určitému reziduálnímu účinku.

## Nanotechnologie
Jodovaný povidon se nedávno začal používat také na poli nanotechnologií. Byly vyvinuty aplikace k léčbě ran, kdy se používá rohož z jednostěnných nanotrubic (SWNT) potažených monovrstvou jodovaného povidonu. Již dříve se ukázalo, že polyvinylpyrrolidon (PVP) dokáže obtočit každou jednotlivou nanotrubici a umožnit tak přítomnost vody. Tato rohož z uhlíkových nanotrubic potažených PVPI umožňuje vytvořit elektricky vodivou bandáž a antiseptickými vlastnostmi. Tradičně se PVPI nechává nasáknout do různých materiálů, které se pak přikládají na rány, to však vede ke kontaktnímu poleptání, použijí-li se nadměrné dávky PVPI. Tyto tradiční metody navíc umožňují, aby se PVPI nadměrně uvolňoval do tekutin v ráně. Ovšem uhlíkové nanotrubice brání PVPI uvolňovat se z bandáže ve velkých dávkách a po počátečním uvolnění nadbytku PVPI nastává sekundární pomalé uvolňování jodu z trubic.